# Howells (Nebraska)
Howells is een dorp in Colfax County, Nebraska, Verenigde Staten. Volgens de census van 2000, heeft de plaats 632 inwoners en 281 huishoudens.